# Liste der Kantone im Département Dordogne
Das Département Dordogne liegt in der Region Nouvelle-Aquitaine in Frankreich. Es untergliedert sich in vier Arrondissements mit 25 Kantonen (französisch cantons).
Siehe auch: Liste der Gemeinden im Département Dordogne

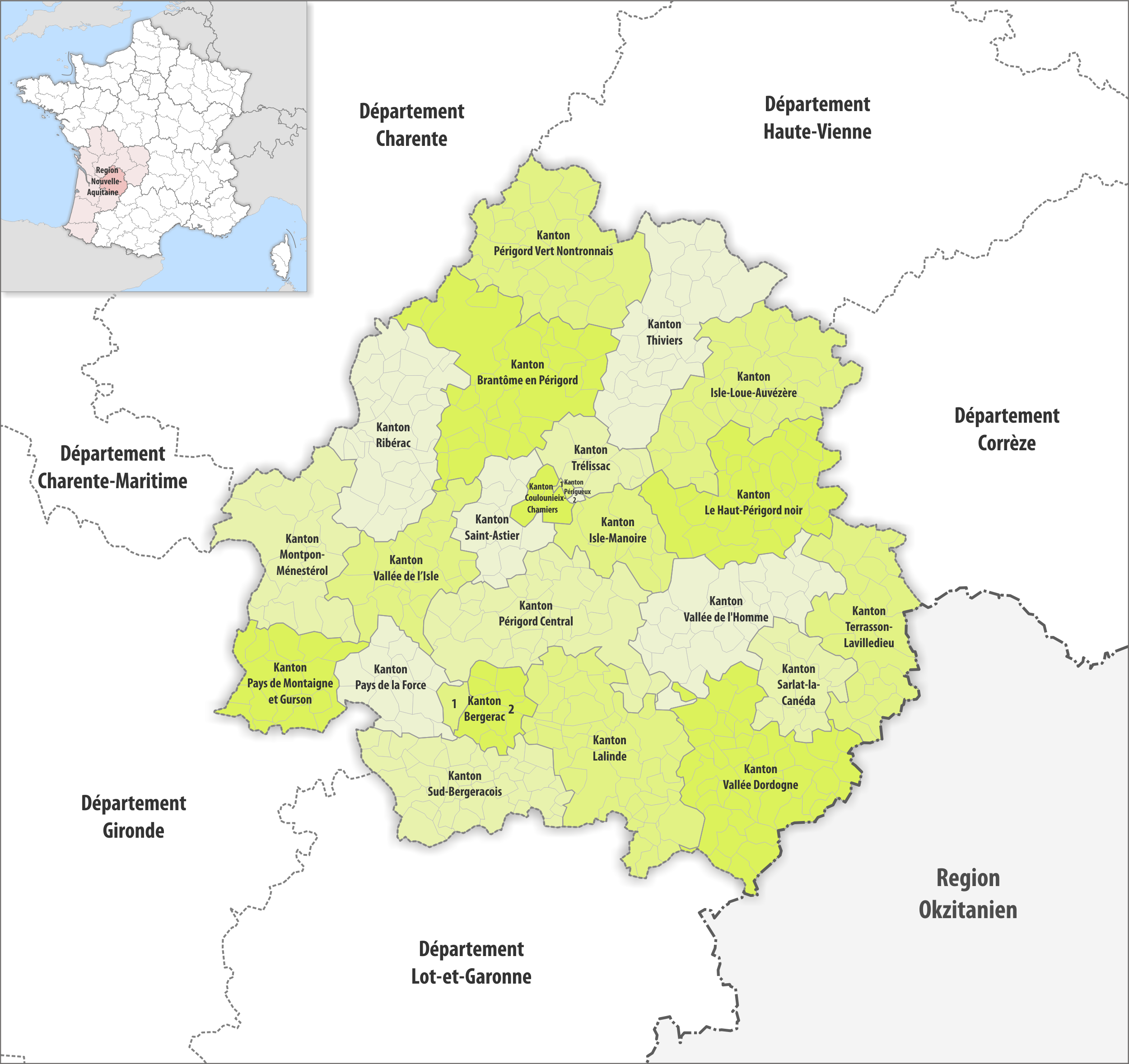
Gemeinden und Kantone im Département Dordogne

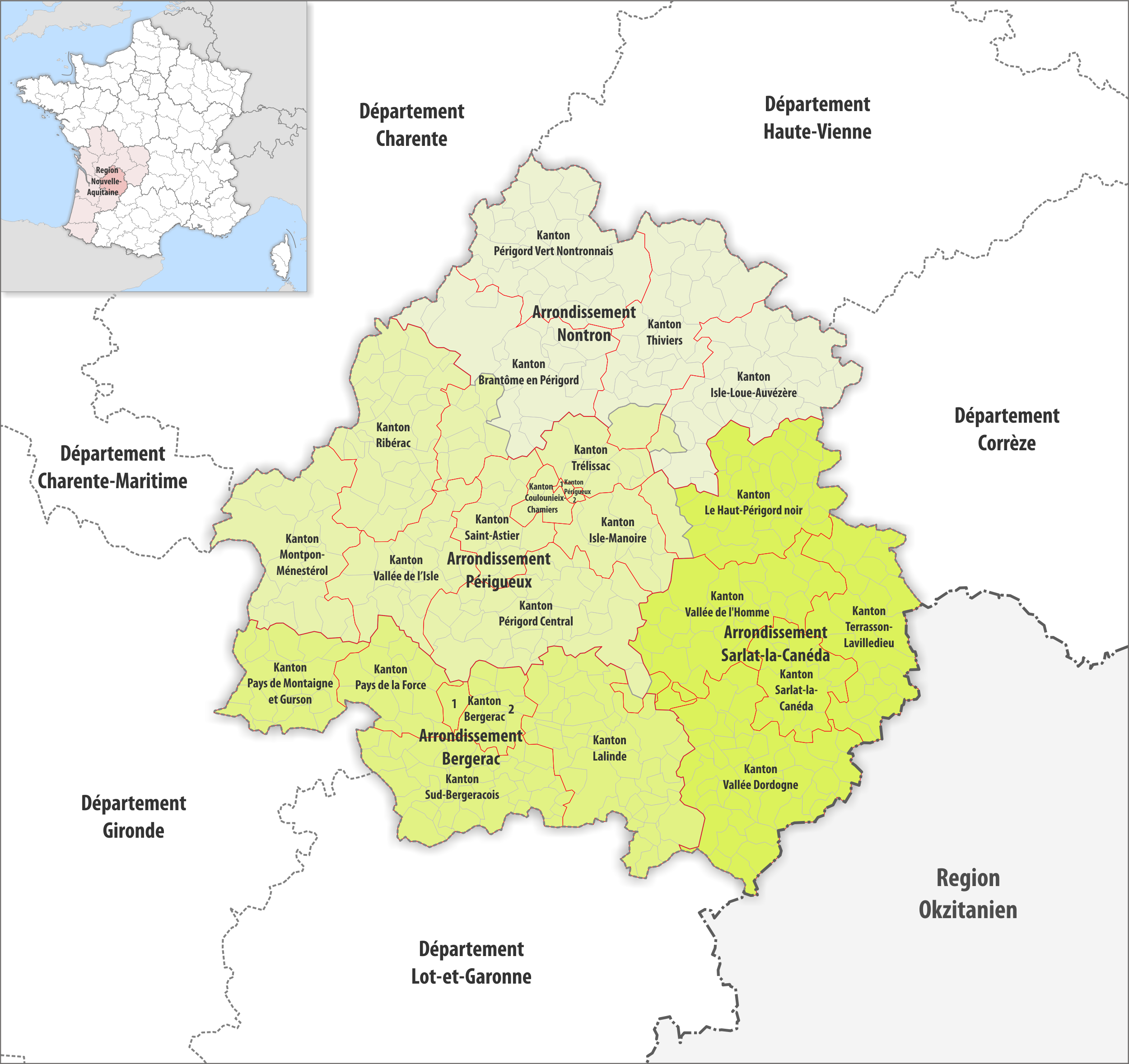
Gemeinden, Arrondissemente und Kantone im Département Dordogne

| Kanton                      | Gemeinden | Einwohner 1. Januar 2022 | Fläche km² | Dichte Einw./km² | Code INSEE | Arrondissement(e)                     |
| --------------------------- | --------- | ------------------------ | ---------- | ---------------- | ---------- | ------------------------------------- |
| Bergerac-1                  | 1⁄2       | 17.967                   | 29,98      | 599              | 2401       | Bergerac                              |
| Bergerac-2                  | 9 1⁄2     | 18.579                   | 135,86     | 137              | 2402       | Bergerac                              |
| Brantôme en Périgord        | 27        | 16.677                   | 663,61     | 25               | 2403       | Nontron, Périgueux                    |
| Coulounieix-Chamiers        | 4         | 17.511                   | 62,22      | 281              | 2404       | Périgueux                             |
| Isle-Loue-Auvézère          | 29        | 14.752                   | 555,44     | 27               | 2406       | Nontron, Périgueux                    |
| Isle-Manoire                | 5+1⁄2+1⁄2 | 20.281                   | 214,96     | 94               | 2407       | Périgueux                             |
| Lalinde                     | 46        | 17.972                   | 651,64     | 28               | 2408       | Bergerac                              |
| Le Haut-Périgord noir       | 30 1⁄2    | 14.105                   | 512,76     | 28               | 2405       | Périgueux, Sarlat-la-Canéda           |
| Montpon-Ménestérol          | 15        | 19.234                   | 478,91     | 40               | 2409       | Périgueux                             |
| Pays de la Force            | 14        | 18.150                   | 245,93     | 74               | 2410       | Bergerac                              |
| Pays de Montaigne et Gurson | 20        | 14.697                   | 288,33     | 51               | 2411       | Bergerac                              |
| Périgord Central            | 32 1⁄2    | 15.040                   | 582,92     | 26               | 2412       | Bergerac, Périgueux, Sarlat-la-Canéda |
| Périgord Vert Nontronnais   | 28        | 15.184                   | 560,25     | 27               | 2413       | Nontron                               |
| Périgueux-1                 | 1⁄2       | 15.828                   | 6,56       | 2.413            | 2414       | Périgueux                             |
| Périgueux-2                 | 1⁄2       | 14.048                   | 3,26       | 4.309            | 2415       | Périgueux                             |
| Ribérac                     | 33        | 14.165                   | 524,25     | 27               | 2416       | Périgueux                             |
| Saint-Astier                | 11        | 17.327                   | 213,32     | 81               | 2417       | Périgueux                             |
| Sarlat-la-Canéda            | 13        | 16.168                   | 228,16     | 71               | 2418       | Sarlat-la-Canéda                      |
| Sud-Bergeracois             | 39        | 15.305                   | 454,09     | 34               | 2419       | Bergerac                              |
| Terrasson-Lavilledieu       | 24        | 19.561                   | 438,42     | 45               | 2420       | Sarlat-la-Canéda                      |
| Thiviers                    | 23        | 15.717                   | 553,76     | 28               | 2421       | Nontron, Périgueux                    |
| Trélissac                   | 8         | 17.725                   | 160,28     | 111              | 2422       | Périgueux                             |
| Vallée Dordogne             | 44        | 17.789                   | 633,06     | 28               | 2423       | Sarlat-la-Canéda                      |
| Vallée de l’Isle            | 21        | 17.165                   | 350,89     | 49               | 2424       | Périgueux                             |
| Vallée de l’Homme           | 24        | 15.378                   | 511,15     | 30               | 2425       | Sarlat-la-Canéda                      |
| Département Dordogne        | 503       | 416.325                  | 9.060,01   | 46               | 24         | –                                     |

## Liste ehemaliger Kantone
Bis zum Neuzuschnitt der französischen Kantone im März 2015 war das Département Dordogne wie folgt in 50 Kantone unterteilt:
| Arrondissement   | Kantone |
| ---------------- | --- |
| Bergerac         | Beaumont-du-Périgord, Bergerac-1, Bergerac-2, Le Buisson-de-Cadouin, Eymet, Issigeac, La Force, Lalinde, Monpazier, Sainte-Alvère, Sigoulès, Vélines, Villamblard, Villefranche-de-Lonchat                                                             |
| Nontron          | Bussière-Badil, Champagnac-de-Belair, Jumilhac-le-Grand, Lanouaille, Mareuil, Nontron, Saint-Pardoux-la-Rivière, Thiviers |
| Périgueux        | Brantôme, Excideuil, Hautefort, Montagrier, Montpon-Ménestérol, Mussidan, Neuvic, Périgueux-Centre, Périgueux-Nord-Est, Périgueux-Ouest, Ribérac, Saint-Astier, Saint-Aulaye, Saint-Pierre-de-Chignac, Savignac-les-Églises, Thenon, Vergt, Verteillac |
| Sarlat-la-Canéda | Belvès, Le Bugue, Carlux, Domme, Montignac, Saint-Cyprien, Salignac-Eyvigues, Sarlat-la-Canéda, Terrasson-Lavilledieu, Villefranche-du-Périgord |